# الدوري الياباني لكرة القدم للسيدات 1990
الدوري الياباني لكرة القدم للسيدات 1990 (باليابانية: 第2回日本女子サッカーリーグ) هو موسم من الدوري الياباني لكرة القدم للسيدات. فاز فيه إن تي في بيليزا.